# Ангий (месторождение)
Ангий (фр. Anguille) — нефтяное месторождение в Габоне. Месторождение открыто в 1962 году. Добыча нефти началась в 1966 году. Начальные запасы нефти составляют 70 млн тонн. Остаточные запасы нефти оцениваются в 10 млн тонн.
Нефтеносность связана с отложениями палеогеновыми и меловыми возрастами. Глубина залежи находится на 0,5—3 км.
В 2008 Total Gabon S.A объявила о повторной разработке месторождения в целях увеличения коэффициента извлечения нефти с 13 % до 23 %, к этому году продуктивность месторождения составляла 7—8 тыс. баррелей в сутки.
На офшорном месторождении работает буровая платформа Setty (AGMN).